# As-Safirah (district)
As-Safirah (Arabisch: منطقة السفيرة) is een district in het gouvernement Aleppo in Syrië. De hoofdstad van het district is As-Safirah.